# Original Doberman
Original Doberman é o segundo álbum de estúdio do cantor Shaggy. Foi lançado em 1994 pela gravadora Greensleeves Records.

## Faixas
1. "Kibbles and Bits"
2. "Bullet-Proof Buddy"
3. "We Never Danced to the Rub-a-Dub Sound"
4. "Alimony"
5. "Jump and Rock"
6. "Chow"
7. "P.H.A.T."
8. "Wild Fire"
9. "Glamity Power"
10. "Man a Yard"
11. "Get Down to It"
12. "Soldering"
13. "Lately"